# Siarhiej Borczanka
Siarhiej Mikałajewicz Borczanka (biał. Сяргей Мікалаевіч Борчанка; ros. Сергей Николаевич Борченко; ur. 30 stycznia 1976) – białoruski zapaśnik walczący w stylu wolnym. Olimpijczyk z Aten 2004, gdzie zajął czternaste miejsce kategorii 84 kg.
Czwarty na mistrzostwach świata w 2003. Piąty na mistrzostwach Europy w 2007. Złoty medalista wojskowych mistrzostw świata w 2001 roku.